# Verdrag van Jay
Het Verdrag van Jay (Engels: Jay Treaty of Jay's Treaty), ook bekend als het Verdrag van Londen of het Britse verdrag, is een verdrag dat op 19 november 1794 tussen de Verenigde Staten en het koninkrijk Groot-Brittannië werd gesloten om de onderlinge spanningen tussen de staten te verminderen. Het verdrag is vernoemd naar de Amerikaanse hoofdonderhandelaar John Jay.

## Voorgeschiedenis
Na de Amerikaanse Onafhankelijkheidsoorlog liep de spanning tussen beide landen toch weer op vanwege een aantal incidenten. Zo waren er bij de Amerikanen veel bezwaren over het feit dat goederen die afkomstig waren uit de Franse koloniën door de Britten in beslag werden genomen. Ook was er onduidelijkheid over het precieze verloop van de grens tussen de Verenigde Staten en Canada en zouden de Britten munitie en wapens verschaffen aan de indianen in het Noordwestterritorium. Om al deze kwesties op te lossen stuurde president George Washington de opperrechter van het Amerikaans hooggerechtshof John Jay naar Londen toe om met de Britten te onderhandelen.

## Verdrag
John Jay kwam samen met de Britse onderhandelaar Willam Grenville overeen dat de Britten alle door Britse troepen bezette grensforten op Amerikaans grondgebied zouden verlaten. Ook zou er een speciale tweedelige commissie worden ingesteld om de grens met Canada duidelijk vast te stellen. Daarnaast zou er ook een commissie worden ingesteld die de schade aan de Amerikaanse schepen en handel moest onderzoeken en een beslissing moest nemen over herstelbetalingen. Ten slotte verkregen de Verenigde Staten enkele handelsrechten op de Britse koloniën in de Caraïben en Brits-Indië. Daarentegen moesten de Amerikanen de Britten wel erkennen als hun meest begunstigde natie.

## Nasleep
Een van de weinige bepalingen die niet in het verdrag waren opgenomen was een afspraak over het ronselen van Amerikaanse zeilers om dienst te nemen in de Royal Navy. Dit zou een van de belangrijkste redenen worden voor het voeren van de Oorlog van 1812 tussen de twee staten.
Het gesloten verdrag werd gesteund door de Federalistische Partij van minister van Financiën Alexander Hamilton, terwijl de Democratisch-Republikeinse Partij van Thomas Jefferson tegen het verdrag was. Uiteindelijk werd het verdrag toch door de Senaat goedgekeurd op 24 juni 1795 en door beide landen geratificeerd op 29 februari 1796. Het verdrag bleek echter onpopulair te zijn bij het Amerikaanse volk. Zo werd Alexander Hamilton in New York met stenen bekogeld. Ook leidde het verdrag er toe dat president Washington voor het eerst publiekelijk werd bekritiseerd en tot het aftreden van John Jay als opperrechter.